# Christoph Werner (Intendant)
Christoph Werner (* 27. Januar 1964 in Dessau) ist ein deutscher Puppenspieler, Regisseur, Intendant und Schriftsteller. 

## Leben
Er leitete von 2005 bis 2011 als Nachfolger von Peter Sodann die Kulturinsel Halle („neues theater“, Puppentheater, Studio).
Christoph Werner veröffentlichte Erzählbände Josefs Geschichte und Glücklicher Tod eines Rebellen. 2014 erschien der Roman Marie Marne und das Tor zur Nacht.

## Regie
- 2007: Ingmar Bergman: Szenen einer Ehe (neues theater Halle)
- 2009: Samuil Jakowlewitsch Marschak: Das Katzenhaus Theater Junge Generation Dresden